# Mind Quiz: Your Brain Coach
Mind Quiz: Your Brain Coach – komputerowa gra edukacyjna na przenośną konsolę Nintendo DS wydana w 2006 w Japonii oraz w 2007 w Stanach Zjednoczonych, Australii i Europie. Gra należy do serii Brain Age: Train Your Brain in Minutes a Day! W grze dostępnych jest 16 różnych ćwiczeń umysłowych.